# 凯萨拉
凯萨拉是巴西南大河州的一个市镇。总面积189.238平方公里，总人口5184人，人口密度27.4人/平方公里。